# 3543 Ningbo
3543 Ningbo è un asteroide della fascia principale. Scoperto nel 1964, presenta un'orbita caratterizzata da un semiasse maggiore pari a 3,1777657 UA e da un'eccentricità di 0,1710410, inclinata di 1,04404° rispetto all'eclittica.